# Terzo grado (film)
Terzo grado (Q & A) è un film del 1990 diretto da Sidney Lumet, tratto dal romanzo "Q & A" del 1977, scritto da Edwin Torres.

## Trama
New York, anni 70.  Mike Brennan, un duro, crudo, decorato detective, tenente del NYPD, ha un lato oscuro e nascosto e collabora con alcuni personaggi della criminalità organizzata.  Tony Vasquez, un delinquente abituale portoricano, legato al mondo delle bande della città, viene ucciso davanti all'ingresso di una discoteca dal tenente Mike Brennan dopo essere stato chiamato all'uscita dall'amico e confidente di polizia, Roger Montalvo. Il tenente Brennan, per scagionarsi, mette una pistola usata in un precedente omicidio vicino al cadavere del malvivente ed annota i nomi di alcuni presenti per suffragare la sua legittima difesa.

Il Capo della polizia Kevin Quinn, incarica dell'indagine il Sostituto procuratore Aloysius, Al, Francis Reilly, un giovane avvocato con un passato di agente di polizia, figlio di un noto agente morto in servizio, che raccoglie la deposizione del tenente, il quale sostiene di essersi trovato in quel luogo per arrestare Tony a seguito di una soffiata di un informatore e di essere stato costretto a fare uso dell'arma da fuoco in quanto minacciato a sua volta dal malavitoso.
Il caso sembra semplice ma Leo Bloomenfeld, un anziano funzionario della procura, amico e mentore di Al, lo mette in guardia su alcune incongruenze del rapporto e gli consiglia di non archiviare l'indagine ma di indagare sul passato di Tony ed a questo scopo egli convoca le persone presenti al fatto per l'interrogatorio: Larry Pesch, un delinquente italiano legato alla mafia che inspiegabilmente si trovava nel club frequentato abitualmente solo da portoricani, Roberto, Bobby Tex, Texador, un trafficante di droga, e la sua compagna Nancy Bosch.

Al, insieme ai detectives Sam Chapman e Luis Valentin, che nutre dubbi sulla dinamica dell'accaduto conoscendo l'ambiente della malavita portoricana, provoca Bobby Tex, componente, insieme a Tony, di una vecchia banda sciolta venti anni prima, il quale reagisce sostenendo che Brennan ha ucciso deliberatamente il malvivente attirandolo in una trappola ma senza spiegarne le ragioni.
La rivelazione del trafficante induce il giovane procuratore ad indagare su Brennan, a dispetto degli ammonimenti di Quinn che viceversa vorrebbe chiudere velocemente il caso e le ritrosie di Chapman, vecchio compagno d'armi di Mike che tuttavia, ligio al dovere, non si sottrae dal sorvegliare il tenente.

L'interrogatorio porta in superficie anche un passato legame affettivo tra Al e Nancy, chiuso dalla donna per avere interpretato come razzismo l'espressione sorpresa di Al, all'epoca poliziotto, nel momento in cui gli venne presentato il padre, scoprendo che si trattava di un uomo di colore. A nulla sono valsi i tentativi negli anni successivi da parte di Al di convincere Nancy che si era trattato solo di un malinteso ed il rivederla in compagnia di Bobby Tex non fa che aumentare il suo sconforto ed egli, passati due anni dal loro ultimo incontro, tenta un altro avvicinamento che viene respinto, stavolta con la motivazione che insieme a Bobby ella si sente amata, protetta ed accettata.
Le indagini rivelano un legame mai chiarito tra Quinn e Brennan e quest'ultimo si mette sulle tracce di Montalvo, unico testimone in grado di smontare la sua tesi di legittima difesa, arrivando a minacciare il detective Valentin ed a promettere denaro al suo amico Chapman, mentre Bobby Tex viene "invitato" dalla mafia a farsi da parte in quanto l'appoggio del tenente è per loro ancora utile e quindi questi si mette a sua volta alla ricerca di Montalvo per avere un'arma da usare contro Brennan e contemporaneamente comincia a chiudere i suoi affari per ritirarsi a vita privata insieme a Nancy.
Bobby riesce a trovare Montalvo prima di Brennan e tutti insieme partono alla volta di Porto Rico, dove il trafficante possiede una villa ed uno yacht, e qui viene raggiunto da Al, chiamato in segreto da Bobby, per fargli importanti comunicazioni sul caso; Al, dopo avere informato Leo, si reca sull'isola e viene portato a conoscenza del passato di Quinn, indirettamente legato in gioventù alla banda di Bobby ed autore di un omicidio, e del motivo per cui Brennan sta uccidendo uno dopo l'altro i componenti della vecchia banda; Quinn infatti nutre grandi ambizioni politiche e, servendosi del tenente a lui legato in quanto lo coprì in un vecchio caso di abuso di autorità, intende tagliare tutti i suoi legami con un passato che potrebbe comprometterlo.
Anche la mafia intende chiudere i conti sia con Bobby che con Brennan, la cui posizione diventa ogni giorno più imbarazzante per lei, e quindi, prima di eliminare lo scomodo poliziotto, tenta di uccidere l'ormai ex trafficante senza tuttavia riuscirvi ma nel frattempo il tenente riesce a trovare l'amante di Montalvo, il transessuale José Malpica, e lo uccide dopo avere ascoltato un messaggio di Roger nella sua segreteria telefonica in cui comunica dove si trova. Brennan si reca a Porto Rico e, nonostante Al cerchi di avvertire Bobby, salvando in questo modo la vita di Nancy, uccide prima Montalvo e poi, dopo avere tranciato il tubo del carburante dell'imbarcazione, attende l'arrivo di Bobby facendola esplodere.
Al spicca il mandato di cattura per Brennan ma non riesce a catturarlo all'aeroporto e, rientrato alla Procura, trova il tenente che, ormai fuori controllo, lo aggredisce, ferendo con un colpo di pistola anche Chapman che cerca di fermarlo, prima di essere abbattuto da un collega noto alla centrale per non avere mai estratto la pistola in venti anni di servizio.

Il giovane vice procuratore, con il volto tumefatto, viene convocato da Quinn il quale lo informa che è a conoscenza delle sue attività ma che non teme conseguenze penali per lui e purtroppo questo si rivela inaspettatamente vero in quanto Leo gli conferma che, al fine di evitare imbarazzo al Dipartimento di Giustizia, tutto sarà messo a tacere ed a nulla vale la minaccia di Al di rivelare i fatti alla stampa dato che anche i giornalisti, collegati per altri canali a Leo, non pubblicheranno la notizia; questi aggiunge di essere anche in grado di sollevare imbarazzanti particolari sulla condotta del padre deceduto che, se rivelati, toglierebbero la pensione di servizio alla madre, aggiungendo beffardamente che, nel caso, un incendio potrebbe scoppiare in archivio per distruggere i verbali da lui raccolti.
Al, umiliato, sconfitto e soprattutto tradito da colui che ha sempre creduto un onesto amministratore della giustizia, fracassa la scrivania del suo ufficio ed esce, sdegnato dal sistema che aveva giurato di fare rispettare, per cercare Nancy, salvata dalla sua telefonata ed ora rifugiatasi in un'isola vicino a Porto Rico; egli sa che lei non lo ama ma intende rimanerle accanto con la speranza che un giorno tutto ritorni come prima.

## Curiosità
- Edwin Torres, autore del romanzo da cui è tratto il film, ha ricoperto a New York la carica Assistente procuratore distrettuale, è stato anche avvocato penalista e nel 1980 è stato eletto alla Corte suprema dello Stato[1]
- Lo stesso autore ha scritto nel 1975 Carlito's Way, da cui è stato tratto il film Carlito's Way - Scalata al potere, e nel 1979 il suo sequel After Hours, da cui è stato tratto il film Carlito's Way, entrambi narranti le gesta di Carlito Brigante, un immaginario malavitoso portoricano.